# MLB 더 쇼 21
MLB 21: 더 쇼(MLB 21: The Show)는 메이저 리그 베이스볼 게임으로, 《MLB: 더 쇼 시리즈》 중 하나이다. SCE 샌디에이고 스튜디오가 개발하고, 소니 컴퓨터 엔터테인먼트가 배급하였다. 커버 모델은 페르난도 타티스 주니어로 확정되었다.